# Caras e bocas
 Caras e Bocas  (срп. Лица и уста) бразилска је теленовела, продукцијске куће Реде Глобо, снимана 2009.

## Синопсис
Прича почиње младалачком романсом Дафне Бастос Конти, коју је подигао њен деда, милионер Жак, и Габријела Батисте да Силве, који је сиромашан, али срећан. Њих двоје су заљубљени једно у друго и заједно студирају уметност. Док Габријел одлично слика, Дафнеин сан је да отвори сопствену уметничку галерију. Међутим, Жакес је убеђен да Габријел жели само новац његове унуке, па уз помоћ своје супруге Лее раставља млади пар. Габријел одлази да студира у Лондон, не знајући да Дафне чека његово дете. Старац се не каје због тога, а захваљујући Леи, писма која су Габријел и Дафне слали једно другом, враћала су им се назад.
Жакес се у међувремену растаје од Лее, а Дафне рађа Бјанку. Габријелов отац умире и он се враћа у Бразил да преузме бригу о породичном ресторанчићу. Пролази петнаест година, Дафне има своју уметничку галерију, док Габријел води ресторан у сиромашном крају. Ипак, упркос годинама које су прошле, њих двоје никада нису заборавили једно друго.
Током пута у Јужну Африку Жак умире захваљући Жудит, Леиној амбициозној кћерки која жели да буде на челу фирме Конти. На читању милионеровог тестамента, открива се да будући председник компаније мора да буде у браку. Жудит која је удата за наивног Пелопидаса преузима то место, док ће Дафне морати да остави по страни свој понос и нађе мужа, не би ли осигурала своју и кћеркину будућност.
Страхујући да би могла да изгуби богатство, Бјанка одлучује да поново споји своје родитеље, уз помоћ пријатеља Фелипеа, који је заљубљен у њу. Дафне и Габријел се поново срећу и схватају да их још веже велика љубав. Истовремено, Жудит чини све да спречи Дафне да се уда и тако доспе на чело огромне компаније свог деде…

## Улоге
| Глумац:             | Улога:                      |
| ------------------- | --------------------------- |
| Флавија Алесандра   | Дафне Бастос Конти да Силва |
| Малвино Салвадор    | Габријел Батиста да Силва   |
| Дебора Евелин       | Жудит Силвејра Лонтра       |
| Исабел Друмонд      | Бјанка                      |
| Хенри Кастели       | Висенте Фостер              |
| Ари Фонтура         | Жак Мишел Конти             |
| Маркос Паским       | Денис Батиста Азеведо       |
| Ингрид Гимараес     | Симоне                      |
| Елизабет Савала     | Сокоро                      |
| Сидни Сампајо       | Бенжамин "Бени" Абрахам     |
| Марија Клара Геирос | Лилијана "Лили" Азеведо     |
| Гиљермина Гинле     | Амарилис де Франческо       |
| Ана Лусија Торе     | Естер Абрахам               |
| Марија Зилда        | Леа Силвејра Лонтра         |
| Фулвио Стефанини    | Фредерико Фостер            |
| Фернанда Машадо     | Лаис                        |
| Сержио Мароне       | Ник                         |
| Жулио Роша Едгар    | Переира                     |
| Кристина Муталери   | Зораиде Молинари            |
| Отавијано Коста     | Аденор Косме де Лима        |